# Chick Webb
William Henry Webb, generalmente conocido como Chick Webb (10 de febrero de 1905-16 de junio de 1939) fue un percusionista de jazz y swing así como también un líder de banda.

## Vida y carrera
Webb nació en Baltimore, Maryland, hijo de William H. y Marie Johnson Webb. Desde su infancia, sufrió de 	
tuberculosis de la columna vertebral, quedando con una deformación en esta y baja estatura. Trabajó de niño como repartidor de periódicos, pudiendo ahorrar el dinero suficiente para comprarse su primera batería. A los 11 años ya tocaba a nivel profesional. 
A los 17 años se muda a la ciudad de Nueva York y para el año siguiente, en 1926, ya lideraba su propia banda en Harlem. El también percusionista Tommy Benford dio lecciones de percusión a Webb en su primera visita a Nueva York. 
Alternó entre giras de banda y residencias en clubes de Nueva York hasta finales de los años 20. 
En 1931, su orquesta pasó a ser la banda anfitriona del club Savoy Ballroom y él se convirtió en uno de los líderes de orquesta y percusionistas más valorados del nuevo estilo "swing", especialmente por su sock style. La leyenda de la percusión Buddy Rich cita el poder de la técnica y las interpretaciones virtuosas de Webb como influencia principal en su carrera, y hasta llegó a referirse a Webb como "el padre de todos ellos". La orquesta se destacó en el espectáculo "Batalla de las Bandas", en el que la formación de Webb competía con otras bandas importantes del momento (como la Orquesta de Benny Goodman, o la Orquesta de Count Basie). En dicho espectáculo las bandas eran enfrentadas cara a cara en un mismo auditorio. 
Webb se casó con Martha Loretta Ferguson (también conocida como Sallye), y en 1935 comenzó a promover a una todavía adolescente Ella Fitzgerald como vocalista de la banda. A pesar de los rumores, según Stuart Nicholson en Ella Fitzgerald; A Biography of the First Lady of Jazz (pag. 36): «Ella no fue adoptada por Webb, aunque vivió con él y con su esposa Sallye». Charles Linton, quien formaba parte de la banda de Chick Webb, le dijo a Nicholson que «él no la adoptó. Me comentó que sólo dirá que la adoptó a la gente de la prensa». 
En noviembre de 1938, la salud de Webb comienza a declinar y desde ese momento hasta su muerte alterna su tiempo entre liderar su orquesta y el hospital. Muere el siguiente año en Baltimore, a los 34 años, por complicaciones de su tuberculosis. Luego de su muerte, Ella Fitzgerald lidera su banda hasta que en 1942 se dedica a su carrera como solista.